# エンパイア・ステイト・オブ・マインド (パート2) ブロークン・ダウン
「エンパイア・ステイト・オブ・マインド (パート2) ブロークン・ダウン」（Empire State of Mind (Part II) Broken Down）は、アメリカ合衆国の歌手アリシア・キーズの楽曲。この楽曲は、彼女の4枚目のスタジオ・アルバム『エレメント・オブ・フリーダム』に収録され、アルバムから4枚目のシングルとして2010年2月22日にリリースされた。各国のシングルチャートでは、イギリスで4位、オランダで6位、アイルランドで8位などを記録している。